# والاس هاو
والاس هاو (بالإنجليزية: Wallace Howe)‏ مواليد 4 مارس 1878 في فيتشبورغ، الولايات المتحدة - الوفاة 23 نوفمبر 1957 في لوس أنجلوس، هو ممثل أمريكي بدأ مسيرته الفنية سنة 1918. شارك في قرابة 104 أفلام.

## الأعمال
- الطالب الجديد
- غيرل شاي
- باك ستيج
- بويز تو بورد
- الابتسامة تنتصر
- السلامة أخيرا!

## روابط خارجية
- والاس هاو على موقع IMDb (الإنجليزية)
- والاس هاو على موقع قاعدة بيانات الأفلام السويدية (السويدية)
- والاس هاو على موقع قاعدة بيانات الفيلم (الإنجليزية)
- والاس هاو على موقع كينوبويسك (الروسية)